# Charles Schefer
Charles Henri Auguste Schefer, född 16 november 1820 i Paris, död där 3 mars 1898, var en fransk orientalist och historiker, far till Christian Schefer.

## Biografi
Schefer studerade vid École des langues orientales vivantes i Paris och erhöll sedan anställning på utrikesministeriet. Han blev 1843 dragoman i Beirut och därefter i Jerusalem, Smyrna, Alexandria och Konstantinopel och utnämndes 1857 till professor i persiska vid École des langues orientales vivantes. Med anledning av massakrerna på kristna i Damaskus 1860 sändes Schefer som franska regeringens ombud till Syrien, och 1862 företog han en resa som diplomatisk agent till Somalikusten, då Frankrike förvärvade Obok. År 1867 blev han president för ovannämnda École. År 1878 kallades han till ledamot av Académie des inscriptions et belles-lettres. 
Bland hans skrifter märks Histoire de l’Asie centrale de Mir Abd-oul-Kerim Boukhary (persisk text med fransk översättning, 1876), Relation de l’ambassade au Kharezm (Khiva) de Riza Qouly Khan (text och översättning, 2 delar, 1876-79), Sefer Nameh. Relation du voyage de Nassiri Khosrau en Syrie, en Pale-stine, en Égypte, en Arabie et en Perse, pendant les années de l’hégire 437-444 (1035-1042) (text och översättning 1881), Chrestomathie persane à l’usage des éléves de 1’Ecole spéciale des langues orientales vivantes (2 delar, 1883-85), Siasset Nameh, Traité de gouvernement, composé pour le sultan Melik-Chàh par le vizir Nizam oul-Moulk (persisk text och fransk översättning, 2 delar, 1891-97) och Mohammed Nerchakhy, Description topographique et historique de Boukhara (persisk text, 1892). 
Dessutom gav han ut flera äldre reseskildringar rörande Orienten, som Les voyages de Ludovico di Varthema ou le Viateur en la plus grande partie d’Orient. Traduction de l’italien en francais par J. Balarin de Raconis, commissaire de l’artillerie sous le roi Francois I (1888) och Le voyage de la Terre-Sainte, composé par maistre Denis Possot et achevé par messire Charles Philippe etc. 1532 (1890). Schefers orientaliska manuskriptsamling på cirka 700 band, tillhör numera Bibliothéque nationale i Paris.